# Platysepalum
Genre
Platysepalum est un genre de plantes à fleurs dicotylédones de la famille des Fabaceae (légumineuses), sous-famille des Faboideae, qui comprend une douzaine d'espèces acceptées. Ce sont des arbustes, de petits arbres ou des lianes originaires d'Afrique tropicale.

## Liste d'espèces
Selon The Plant List (20 décembre 2018) :
- Platysepalum chevalieri Harms
- Platysepalum chrysophyllum Hauman
- Platysepalum cuspidatum Taub.
- Platysepalum ferrugineum Taub.
- Platysepalum hirsutum (Dunn) Hepper
- Platysepalum hypoleucum Taub.
- Platysepalum inopinatum Harms
- Platysepalum poggei Taub.
- Platysepalum pulchrum Hauman
- Platysepalum scaberulum Harms
- Platysepalum vanderystii De Wild.
- Platysepalum violaceum Baker